# إيالة قسطموني
 إيالة قسطموني وهي إحدى إيالات الدولة العثمانية والتي تغطي اليوم أجزاء من أراضي شمال تركيا .

## التقسيمات الإدارية
قسمت إيالة قسطموني إلى عدة سناجق وهي :
1. سنجق خودجيلي (بيثينيا)
2. سنجق بولو (بافلاغونيا)
3. سنجق فيرانشير
4. سنجق سينوب